# Артур Редль
Артур Редль (нім. Arthur Rödl; 13 червня 1898, Мюнхен, Німецька імперія — квітень 1945, Щецин) — штандартенфюрер СС, комендант концтабору Ґросс-Розен.

## Біографія
Артур Редль народився 13 червня 1898 року в Мюнхені. Його батько був посильним у банку, а мати володіла кіоском. Хлопчик ріс разом з трьома братами і сестрами в строгій католицькій родині. Після закінчення школи почав вчитися на коваля. На початку Першої світової війни намагався вступити добровольцем до лав німецької армії, але йому відмовили через вік. Редль підробив документи, вказавши в них вісімнадцятирічний вік, та був мобілізований і прослужив до кінця війни в різних бойових частинах.
Після війни через складні економічні умови і відсутність професійного досвіду йому було важко повернутися в суспільство. У підсумку він влаштувався працювати в поштове відділення. З 1920 року був членом добровольчого корпусу Оберланд. На початку 1920-х років брав участь у боях між німцями й поляками у Верхній Сілезії. На роботі в нього виникли труднощі в зв'язку з його регулярною відсутністю, а після поширення націоналістичних листівок на робочому місці, і після того як стало відомо про участь Редля в Пивному путчі, його було звільнено.
Згодом Редль знайшов роботу в книжковій друкарні штаб-квартири нацистів в Коричневому будинку. У 1928 році вступив у НСДАП (квиток № 98 023) і СС (№ 1240). За участь у Пивному путчі отримав орден Крові. Крім того, був нагороджений Золотим партійним знаком НСДАП.
З листопада 1934 року очолював штурмбанн СС «Ельба». Цей підрозділ СС ніс охоронну службу в жіночому таборі Ліхтенбург. Потім Теодор Айке відрядив його в табір Заксенбург. З вересня 1935 по липень 1937 був шуцгафтлаґерфюрером в концтаборі Заксенбург. У серпні 1937 року став першим шуцгафтлаґерфюрером концтабору Бухенвальд і залишався на цій посаді до 1941 року.
На початку травня 1941 року був призначений комендантом концтабору Ґросс-Розен і перебував на цій посаді до 15 вересня 1942 року. За його керівництва в таборі було вбито 3000 радянських військовополонених. На кінці літа 1942 року Освальд Поль зняв Редля з посади коменданта концтабору. Його наступником став Вільгельм Гідеон, поки в жовтні 1943 року його, в свою чергу, не змінив Йоганнес Гассебрек. Крім Редля деякі коменданти концтаборів теж були зняті з посад. Причинами таких великих змін в основному послужили алкоголізм і корупція.
У середині вересня 1942 року був переведений до Вищого керівника СС в Україні до Києва і потім до вищого керівника СС і поліції на Півдні Росії. Звідти він був переведений у 1944 році до Військ СС, де був відряджений у будівельний полк 15-ї Ваффен-гренадерської дивізії СС для будівництва оборонних споруд у Торні. У квітні 1945 року покінчив життя самогубством, підірвавши себе гранатою.